# Игры полуострова Юго-Восточной Азии 1965

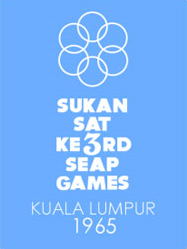
Логотип игр

3-и Игры полуострова Юго-Восточной Азии прошли с 14 по 21 декабря 1965 года в Куала-Лумпуре (Малайзия). В них приняли участие спортсмены из 7 стран, которые соревновались в 14 видах спорта.

## Виды спорта
- Бадминтон
- Баскетбол
- Бокс
- Велоспорт
- Водные виды спорта
- Волейбол
- Дзюдо
- Лёгкая атлетика
- Настольный теннис
- Сепактакрау
- Стрельба
- Теннис
- Тяжёлая атлетика
- Футбол

## Итоги Игр
| Место | Страна              | Золото | Серебро | Бронза | Всего |
| ----- | ------------------- | ------ | ------- | ------ | ----- |
| 1     | Таиланд             | 38     | 33      | 35     | 106   |
| 2     | Малайская Федерация | 33     | 36      | 28     | 97    |
| 3     | Сингапур            | 18     | 14      | 16     | 48    |
| 4     | Бирма               | 8      | 7       | 18     | 33    |
| 5     | Южный Вьетнам       | 5      | 7       | 7      | 19    |
| 6     | Лаос                | 0      | 0       | 2      | 2     |
| Всего | Всего               | 102    | 97      | 106    | 305   |